# Haematostaphis barteri
Haematostaphis barteri är en sumakväxtart som beskrevs av Joseph Dalton Hooker. Haematostaphis barteri ingår i släktet Haematostaphis och familjen sumakväxter. Inga underarter finns listade i Catalogue of Life.